# 三浦毗次
三浦 毗次（みうら てるつぐ）は、美作国勝山藩4代藩主。美作勝山藩三浦家9代。

## 生涯
安永8年（1779年）、第2代藩主・三浦矩次の長男として出生した。母は松平乗佑の娘。誕生の翌年に父が死去し、家督は父の養子となっていた前次が継いだ。文化13年（1816年）4月29日、前次が隠居したためその跡を継いだ。
藩政においては藩札を発行したりすることで財政難を解決しようとしたが、文政6年（1823年）に大庭郡西原村と勝山領垂水村境争論が起こったりするなど、藩政は多難を極めた。
文政13年（1830年）7月6日、先代・前次の実子である誠次に家督を譲って隠居した。晩年は俳諧を嗜み、梅府（梅府子）と号した。嘉永2年（1849年）11月17日、71歳で死去した。

## 系譜
- 父：三浦矩次（1747-1780）
- 母：松平乗祐の娘
- 正室：千恵 - 森忠賛の娘
- 養子
  - 男子：三浦誠次（1782-1831） - 三浦前次の長男

## 備考
- 書の名手として知られた[3]。
- 真庭市横部（勝山から神庭の滝に至る道沿い）に、文政12年（1829年）に建立された[3]、毗次が詠んだ漢詩の石碑（書も毗次による[3]）があり、「毘次侯の詩碑（勝山藩関係資料）」として市指定文化財（昭和46年4月15日に旧勝山町が指定）になっている[3][4]。この漢詩は神庭の滝を詠んだもので「題不老飛泉」と題され「西北辞城一里程 仰看百丈瀑泉清 白虹飛電千秋後 天下應呼不老名」とある[3]。